# Lennie Niehaus Vol. 1: The Quintets
Lennie Niehaus Vol. 1: The Quintets est un album du saxophoniste de Jazz West Coast, Lennie Niehaus.

## L'album
L'album est, à l'origine, un 25cm sorti en 1954 sur Contemporary et comprenant huit titres. Il ressort en 1956, sous la forme d'un 30cm, augmenté de quatre nouveaux titres enregistrés en 1956.

## Titres
- Contemporary Records - C-3518
  - 01. I Remember You
  - 02. Poinciana
  - 03  Whose Blues
  - 04. Prime Rib
  - 05. I Should Care
  - 06.  Inside Out
  - 07. I Can't Believe That You are in Love With Me
  - 08. You Stepped Out of A Dream
  - 09. I'll Take Romance
  - 10. Happy Times
  - 11. Day By Day
  - 12. Bottoms Up

## Personnel
Les sessions sont enregistrées par deux quintettes qui sont composés de:
- 2 et 9 juillet 1954: Lennie Niehaus (as), Jack Montrose (ts), Bob Gordon (bs), Monty Budwig (b), Shelly Manne (d).
- 20 janvier 1956: Lennie Niehaus (as), Stu Williamson (tp, vt), Hampton Hawes (p), Red Mitchell (b), Shelly Manne (d).

## Dates et lieux
- 04, 06, 09, 12: Studio Contemporary, Los Angeles, Californie, 2 juillet 1954
- 01, 03, 08, 11: Studio Contemporary, Los Angeles, Californie, 9 juillet 1954
- 02, 05, 07, 10: Studio Contemporary, Los Angeles, Californie, 20 janvier 1956

## Discographie
- 1956, Contemporary - C-3518 (LP)

## Référence
- Liner notes de l'album Contemporary Records, Lester Koenig, 1954-1956.